# Shodmon Rizoev
Shodmon Rizoev (20 de diciembre de 2001) es un deportista tayiko que compite en judo. Ganó una medalla de plata en el Campeonato Asiático de Judo de 2022, en la categoría de –81 kg.

## Palmarés internacional
| Campeonato Asiático | Campeonato Asiático    | Campeonato Asiático | Campeonato Asiático |
| Año                 | Lugar                  | Medalla             | Categoría           |
| ------------------- | ---------------------- | ------------------- | ------------------- |
| 2022                | Nursultán (Kazajistán) | Medalla de plata    | –81 kg              |